# Vektorski prostor
Vektorski ili linearni prostor jedna je od osnovnih algebarskih struktura u matematici i osnovni objekt proučavanja u grani algebre koju zovemo linearna algebra. Pojam vektorskog prostora nastao je apstrakcijom i poopćavanjem algebarske strukture na skupu svih slobodnih vektora u prostoru klasične euklidske geometrije. Primjene su široke i uključuju temeljne discipline kao što su analiza i analitička geometrija.

## Definicija
Vektorski prostor definira se na sljedeći način:
Neka skup V ima strukturu Abelove grupe u odnosu na zbrajanje. Elemente skupa V zovemo vektori. Neutralni element bilježimo znakom {\displaystyle {\vec {0}}} ili o i zovemo nulvektor ili nulti vektor.
Neka skup F ima strukturu polja. Elemente skupa F zovemo skalari, a neutralne elemente u odnosu na binarne operacije zbrajanja i množenja (u apstraktnom smislu) označavamo s 0 i 1.
Na skupu F × V definirano je množenje vektora skalarom, tj. preslikavanje F × V → V, koje svakom skalaru {\displaystyle \alpha \in F} i svakom vektoru {\displaystyle {\vec {v}}\in V} pridružuje vektor {\displaystyle \alpha \,{\vec {v}}\in V}, tako da vrijede sljedeći aksiomi:
1. {\displaystyle \alpha (\beta {\vec {v}})=(\alpha \beta ){\vec {v}}} za sve {\displaystyle \alpha ,\beta \in F} i {\displaystyle {\vec {v}}\in V}
2. {\displaystyle \alpha ({\vec {v}}+{\vec {w}})=\alpha {\vec {v}}+\alpha {\vec {w}}} za sve {\displaystyle \alpha \in F} i {\displaystyle {\vec {v}},{\vec {w}}\in V}
3. {\displaystyle (\alpha +\beta ){\vec {v}}=\alpha {\vec {v}}+\beta {\vec {v}},\forall \alpha ,\beta \in F,\forall {\vec {v}}\in V} za sve {\displaystyle \alpha ,\beta \in F} i {\displaystyle {\vec {v}}\in V}
4. {\displaystyle 1{\vec {v}}={\vec {v}},\forall {\vec {v}}\in V} za sve {\displaystyle {\vec {v}}\in V}

Ovako definirano preslikavanje zove se množenje vektora skalarom, dok se V opremljen tim preslikavanjem naziva vektorski prostor nad poljem F ili F-vektorski prostor.
Ponekad se promatraju i vektorski prostori nad tijelom, dakle u većoj općenitosti kad je F tijelo. Doslovno ponovljena gornja definicija gdje je F tijelo određuje lijevi vektorski prostor nad F. Desni vektorski prostori definiraju se analogno, pri čemu je množenje skalarom zdesna, V × F → V.
Uobičajeno je da se vektorski prostori nad poljem realnih odnosno kompleksnih brojeva nazivaju realni, odnosno kompleksni vektorski prostori, a nad tijelom kvaterniona, kvaternionski vektorski prostori.

## Svojstva

### Linearne kombinacije vektora i linearna ljuska
Neka je {\displaystyle S\subset V} podskup skupa vektora vektorskog prostora. Kažemo da je vektor {\displaystyle {\vec {v}}} linearna kombinacija elemenata od {\displaystyle S} ako se da napisati u obliku {\displaystyle \alpha _{1}{\vec {v}}_{1}+\ldots +\alpha _{k}{\vec {v}}_{k}} gdje je {\displaystyle k} prirodni broj i gdje su {\displaystyle v_{1},\ldots ,v_{k}\in S} i {\displaystyle \alpha _{1},\ldots ,\alpha _{k}\in F}. Također možemo reći da je
{\displaystyle \alpha _{1}{\vec {v}}_{1}+\ldots +\alpha _{k}{\vec {v}}_{k}} linearna kombinacija vektora {\displaystyle v_{1},\ldots ,v_{k}}.
Kažemo da je {\displaystyle W\subset V} je vektorski (ili linearni) potprostor ako je svaka linearna kombinacija vektora iz {\displaystyle W} i sama u {\displaystyle W}.  
Ako je {\displaystyle S\subset V} ma koji skup vektora, tada je njegova linearna ljuska {\displaystyle {\text{span}}_{F}(S)} skup svih vektora koji su linearne kombinacije vektora iz {\displaystyle S}. To je ujedno najmanji vektorski potprostor koji sadrži {\displaystyle S}. 

### Linearni operatori
Preslikavanje {\displaystyle L:V\to W} među skupovima vektora dva vektorska prostora {\displaystyle V} i {\displaystyle W} nad istim poljem ili tijelom {\displaystyle F} zovemo aditivnim ako {\displaystyle L({\vec {v}}_{1}+{\vec {v}}_{2})=L({\vec {v}}_{1})+L({\vec {v}}_{2})} za svaka dva vektora {\displaystyle v_{1},v_{2}\in V}, homogenim ako {\displaystyle L(\alpha {\vec {v}})=\alpha L({\vec {v}})} za sve {\displaystyle \alpha \in F,{\vec {v}}\in V} i linearnim ako je i aditivno i homogeno preslikavanje. Linearno preslikavanje među skupovima vektora dvaju vektorskih prostora, nazivamo i linearnim operatorom ili linearnom transformacijom među vektorskim prostorima. Riječ linearni u sintagmi linearni operator često se izostavlja. 

### Afini prostor
Ako je F polje, skup A opremljen djelovanjem {\displaystyle A\times V\to A,(a,{\vec {v}})\mapsto t_{\vec {v}}(a)}, translacijom za vektor Abelove grupe V, zovemo afini prostor (od lat. affinis – srodni) (nad poljem F) ako je to djelovanje slobodno i tranzitivno. Elemente od A zovemo točkama afinog prostora. Rezultat djelovanja vektora {\displaystyle {\vec {v}}\in V} na točki {\displaystyle a} označava se s {\displaystyle t_{\vec {v}}(a)} ili {\displaystyle a+{\vec {v}}} i tumači kao translacija točke {\displaystyle a} za vektor {\displaystyle {\vec {v}}}.  
- Uvjet slobodnosti znači da ako je {\displaystyle a+{\vec {v}}=a} za neki {\displaystyle a} tada je {\displaystyle {\vec {v}}={\vec {0}}}.

- Uvjet tranzitivnosti znači da za svake dvije točke {\displaystyle a,b\in A} postoji vektor {\displaystyle {\vec {v}}\in V} takav da je {\displaystyle a+{\vec {v}}=b}.
- Slobodnost povlači da je taj vektor jedinstven i označava se ponekad s {\displaystyle {\vec {v}}=b-a}.

Ovo reproducira klasično određenje slobodnog vektora kao razreda ekvivalencije usmjerenih dužina, naime usmjerena dužina je određena uređenim parom točaka {\displaystyle (a,b)} koji su krajevi usmjerene dužine, a dvije usmjerene dužine su ekvivalentne ako se translacijom mogu prevesti jedna u drugu, odnosno ako se spojnica početka prve i kraja druge usmjerene dužine i spojnica početka druge i kraja prve dužine sijeku u jednoj točki koja ih raspolavlja.

### Unitarni prostori
Realni vektorski prostor {\displaystyle V} opremljen bilinearnom preslikavanjem {\displaystyle \left\langle ,\right\rangle :V\times V\to } koje je linearno u oba argumenta (bilinearno preslikavanje), pozitivno definitno i simetrično zovemo realni unitarni prostor.
Konačnodimenzionalni realni unitarni prostor ponekad nazivamo Euklidski vektorski prostor. Pod Euklidskim prostorom u modernom smislu, međutim, češće podrazumijevamo konačnodimenzionalni afini prostor čiji vektorski prostor translacija je realni unitarni prostor.